# Francesco Brancato
Francesco Brancato (* 1960 in Rom) ist ein italienischer Filmregisseur.
Brancato führte bei fünf Filmen Regie, die zwischen 1985 und 1992 entstanden und die nur in sehr beschränktem Umfang in die Kinos kamen.

## Filmografie
- 1985: Le lacrime di Eros
- 1988: Dramma da camera
- 1989: Teresa
- 1990: Lo stato di dubbio
- 1992: C'è posto